# イストラ・ゲロラ・ブン・カルノ
イストラ・ゲロラ・ブン・カルノ (インドネシア語: Istana Olahraga Gelora Bung Karno)は、インドネシアのジャカルタにあるアリーナ である。 収容人数は、2018年の再オープン時で7,110人。普段からバドミントンの大会に使用される。